# City Golf
City Golf ist eine Ortschaft in Uruguay.

## Geographie
City Golf befindet sich auf dem Gebiet des Departamento Canelones in dessen Sektor 17. Der Ort liegt an der Küste des Río de la Plata zwischen dem östlich angrenzenden Atlántida sowie dem im Westen anschließenden Villa Argentina.

## Infrastruktur
City Golf liegt ungefähr am 44. Kilometerpunkt der Ruta Interbalnearia sowie an der Ruta 11.

## Einwohner
Die Einwohnerzahl von City Golf beträgt 1104 (Stand 2011).
| Jahr | Einwohner |
| ---- | --------- |
| 1963 | -         |
| 1975 | -         |
| 1985 | 216       |
| 1996 | 616       |
| 2004 | 854       |
| 2011 | 1104      |

Quelle: Instituto Nacional de Estadística de Uruguay